# Polonais en Lituanie

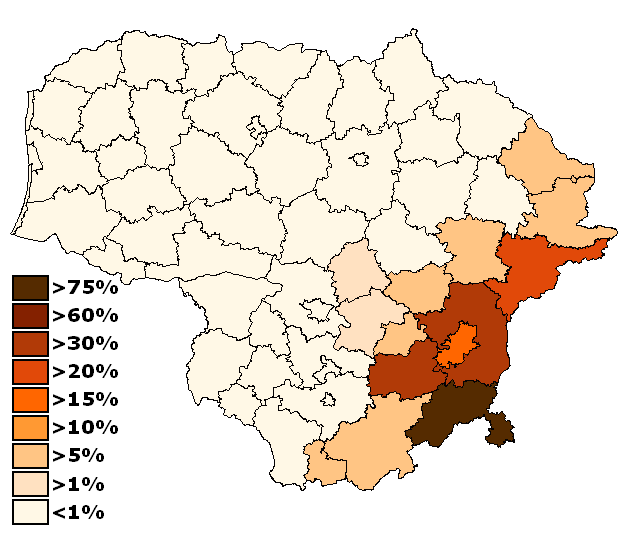
% de Polonais par municipalité.

Les Polonais représentent 6,7 % de la population (environ 250 000 personnes) de la Lituanie ce qui fait de cette communauté, la 2e du pays après les Lituaniens. Cette communauté est surtout importante dans 5 municipalités (Šalčininkai ; Švenčionys ; Trakai ; Vilnius (campagne) et Vilnius (ville)). 

## Répartition (recensement de 2001)
Classement selon le pourcentage de Polonais (> 1 %) :
| Ordre | Municipalité       | % de Polonais | Population | Autres ethnies (%)                                                           | Population totale |
| ----- | ------------------ | ------------- | ---------- | ---------------------------------------------------------------------------- | ----------------- |
| 1     | Salcininkai        | 80,4          | 31 200     | Lituaniens : 10,5, Russes : 5, Autres : 4,1.                                 | 39 400            |
| 2     | Vilnius (campagne) | 61,3          | 54 500     | Lituaniens : 22,4, Russes : 8,4, Biélorusses : 4,4, Autres : 3,5.            | 88 500            |
| 3     | Trakai             | 33,4          | 10 400     |                                                                              | 37 400            |
| 4     | Švenčionys         | 28,0          | 9 100      |                                                                              | 33 200            |
| 5     | Vilnius (ville)    | 18,7          | 101 000    | Lituaniens : 57,8, Russes : 14, Biélorusses : 4,0, Juifs : 0,5, Autres : 5,0 | 543 000           |
| 6     | Širvintos          | 10            | 2 000      |                                                                              | 20 200            |
| 7     | Ignalina           | 8,5           | 2 000      |                                                                              | 23 000            |

## Histoire
Les Polonais sont présents dans ce pays balte depuis des siècles et leur nombre a fortement varié selon les époques.
Il faut se souvenir qu'à partir de 1569, la Pologne et le grand-duché de Lituanie étaient unis par l'union de Lublin : ils avaient le même souverain et le polonais devient la langue officielle en Lituanie avec le latin (le lituanien n'ayant pas cette reconnaissance).
La Lituanie devient indépendante en 1918 mais les Polonais sont majoritaires dans l'Est du pays ce qui entraîne l'annexion de Vilnius et de cette région en 1920.
Les rapports entre la Pologne et la Lituanie furent très tendus pendant l'entre-deux-guerres et l'occupation par l'Allemagne nazie et par l'Union des républiques socialistes soviétiques de la Pologne permirent le retour de Vilnius à la Lituanie.
La première occupation soviétique (1940 - 1941) et l'occupation allemande (1941 - 1944) firent beaucoup de mal à cette communauté car les Lituaniens n'avaient guère oublié le vol de leur capitale. Ainsi les Polonais furent massacrés par les Allemands et des collaborateurs baltes (ainsi à Vilnius, le pourcentage de Polonais passa de 65 % en 1931 à 20 % en 1959). La seconde occupation soviétique et le déplacement de la frontière polonaise de 200 km vers l’ouest, décidé arbitrairement par les Alliés à la conférence de Yalta en 1945, entraîna également un transfert de population : de nombreux Polonais des territoires annexés par l'URSS (Lituanie ; Biélorussie occidentale et Ukraine occidentale) furent forcés d'émigrer en Pologne dans ses nouvelles frontières.
Depuis lors, le nombre de Polonais se situe entre 6 et 8 % de la population.
À la demande d'indépendance lituanienne en 1990 - 1991, les nationalistes polonais réagirent de manière hostile. Ils soutinrent le gouvernement communiste (de peur d'une lituanisation forcée) et plaidèrent pour une région autonome. Ils appuyèrent massivement le coup d'État de nostalgiques de l'Union soviétique en août 1991, qui échoua.
Au début du XXIe siècle, certains Polonais se disent victimes de discrimination en Lituanie.

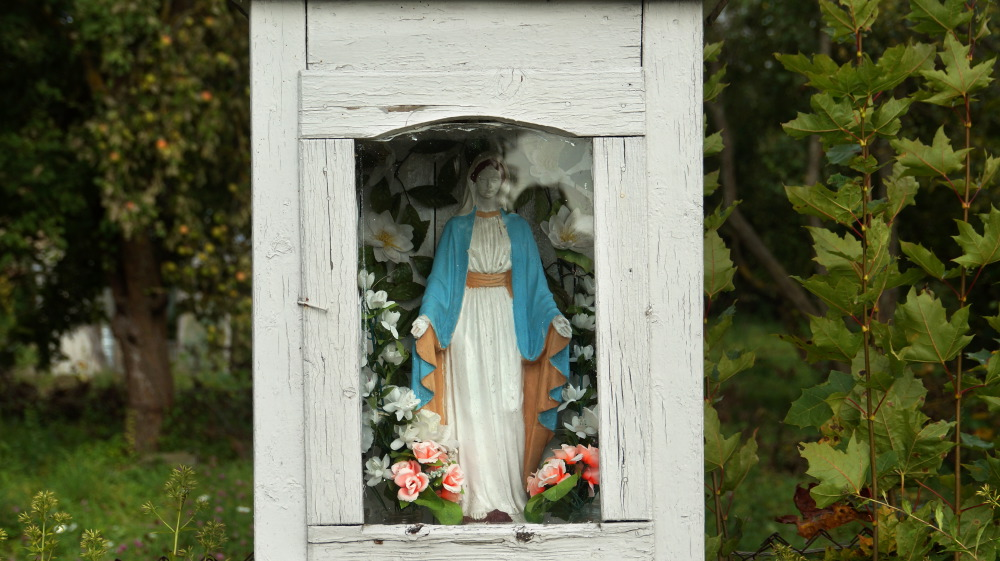
Dans le village de Norviliškės